# يوجين هوبر
يوجين هوبر (الألمانية السويسرية الموحدة: Eugen Huber، و. 1849 – 1923 م) هو قاضي، ومحامي، ومحامي، وأستاذ جامعي، وسياسي سويسري، ولد في أوبرشتامهايم، توفي في برن، عن عمر يناهز 74 عاماً.

## مناصب
تولى منصب عضو المجلس الوطني السويسري (1 ديسمبر 1902–3 ديسمبر 1911).

## التعليم
تعلم في جامعة زيورخ.

## روابط خارجية
- يوجين هوبر على موقع الموسوعة البريطانية (الإنجليزية)